# Barbara Keller-Inhelder

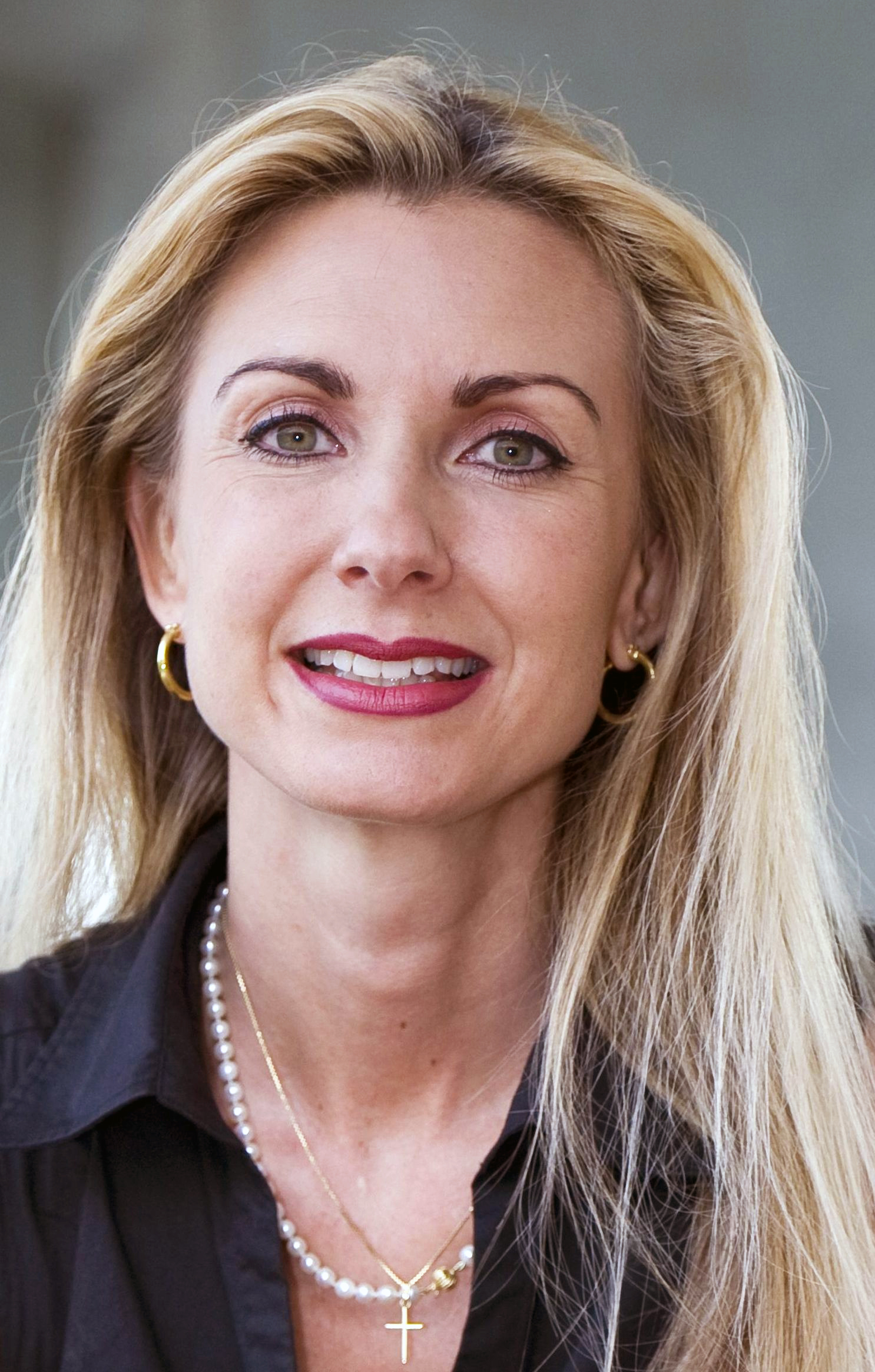
Barbara Keller-Inhelder (2008)

Barbara Keller-Inhelder (* 24. August 1968 in Männedorf; heimatberechtigt in Sennwald und Baden AG) ist eine Schweizer Politikerin (SVP; vorher CVP). Von 2015 bis 2019 war sie Nationalrätin.

## Ausbildung und Beruf
Keller-Inhelder absolvierte ein Grundstudium in Anglistik und begann ein Studium der Rechtswissenschaften, das sie auch nicht abschloss. Danach erwarb sie ein CAS im Rahmen des Zertifikatsprogramms Weiterbildung für Politik der Universität St. Gallen. Sie ist Geschäftsführerin und Mitinhaberin der Omnia Consulting GmbH und war elf Jahre lang Lehrbeauftragte für Englisch an der Fachhochschule für Technik, Berufsschule, Uhrmacherschule, VHS.

## Politische Laufbahn
Von 2000 bis 2015 war Keller-Inhelder Mitglied des St. Galler Kantonsrats, bis 2008 für die CVP, anschliessend für die SVP. Am 16. März 2008 erzielte sie bei der Erneuerungswahl des Kantonsrats auf der Liste der CVP die beste Stimmenzahl. Sie gab jedoch am 27. Mai 2008 ihren Parteiwechsel zur SVP bekannt. Durch Mitglieder der CVP gelangte dieser Wechsel bis vor Bundesgericht, welches festhielt, dass ein solcher Wechsel grundsätzlich zulässig sei, schrieb aber auch: «Dieser Schritt mag fragwürdig und der damit bewirkte Verlust an politischer Glaubwürdigkeit gross sein.»  Gut zehn Jahre später ereignete sich bei Isabel Garcia ein ähnlicher Fall, auch sie wechselte kurz nachdem sie gewählt worden war die Partei. Keller-Inhelder war bis 2014 Mitglied der Staatswirtschaftlichen Kommission und ab 2014 Mitglied der Rechtspflegekommission des St. Galler Kantonsrats. Sie ist Vizepräsidentin SVP des Kantons St. Gallen, sowie Präsidentin SVP der Kreispartei See-Gaster und Vizepräsidentin der SVP von Rapperswil-Jona. Bei den Schweizer Parlamentswahlen 2015 im Oktober wurde sie in den Nationalrat gewählt. Vier Jahre später verlor sie ihren Sitz.